# Geraldine Ferraro
Geraldine Anne Ferraro, född 26 augusti 1935 i Newburgh, Orange County, New York, död 26 mars 2011 i Boston, Massachusetts, var en amerikansk demokratisk politiker. 
Ferraro var ledamot av USA:s representanthus för delstaten New York åren 1979–1985. Hon var Demokraternas kandidat till vicepresidentposten i presidentvalet i USA 1984, tillsammans med presidentkandidaten Walter Mondale. De ställde upp mot den sittande republikanske presidenten Ronald Reagan och vicepresident George Bush. Mondale och Ferraro förlorade stort och lyckades bara vinna i en av 50 delstater samt i District of Columbia. Ferraro blev den första kvinnan att nomineras till vicepresidentposten av något av de två stora partierna i USA; det skulle dröja till 2008 års val innan en kvinna återigen utsågs till vicepresidentkandidat och först i 2020 års val blev en kvinna vald till posten.
Från december 2006 stödde Ferraro offentligen Hillary Clintons primärvalskandidatur som demokratisk presidentkandidat inför presidentvalet i USA 2008. Ferraro hade en framträdande roll i Clintons kampanjorganisation, som hon dock lämnade i mars 2008 efter kontroversiella uttalanden om Clintons konkurrent Barack Obama.